# Liste der Geotope im Hohenlohekreis
Diese sortierbare Liste der Geotope im Hohenlohekreis enthält die Geotope des baden-württembergischen Hohenlohekreises, die amtlichen Bezeichnungen für Namen und Nummern sowie deren geographische Lage.  Die Geotope sind im Geotop-Kataster Baden-Württemberg dokumentiert und umfassen Aufschlüsse von Gesteinen, Böden, Mineralien und Fossilien sowie besondere Landschaftsteile.

## Liste
Im Landkreis sind 122 Geotope (Stand 16. September 2021) vom Landesamt für Geologie, Rohstoffe und Bergbau (LGRB) ausgewiesen.
| Steckbrief Nr. (PDF) | Name                                                                                        | Geotoptyp          | Gemeinde/Stadt, Gemarkung            | Koordinaten                     | Bild | Bemerkungen |
| -------------------- | ------------------------------------------------------------------------------------------- | ------------------ | ------------------------------------ | ------------------------------- | ---- | --- |
| 1784                 | St. Wendel zum Stein S von Dörzbach                                                         | Felsformation      | Dörzbach                             | 49° 21′ 59,5″ N, 9° 43′ 3,5″ O  |      | Geologische Einheit: Kalktuff Status: mit geschützt (NSG St. Wendel zum Stein)                                           |
| 1785                 | Doline Galgenloch im Gewann Galgenfeld S von Forchtenberg                                   | Doline             | Forchtenberg                         | 49° 16′ 49,3″ N, 9° 33′ 39,9″ O |      | Geologische Einheit: Oberer Muschelkalk/ Unterer Keuper Status: geschützt (Naturdenkmal Doline "Galgenloch")             |
| 1786                 | Doline im Gewann Österholz S Eschenhof                                                      | Doline             | Ingelfingen Gemarkung Hermuthausen   | 49° 18′ 42,8″ N, 9° 42′ 48,3″ O |      | Geologische Einheit: Oberer Muschelkalk/ Unterer Keuper Status: geschützt (Naturdenkmal Doline mit Baumbestand)          |
| 1787                 | Doline im oberen Langengraben N von Ingelfingen                                             | Doline             | Ingelfingen                          | 49° 19′ 10,7″ N, 9° 39′ 6,3″ O  |      | Geologische Einheit: Oberer Muschelkalk Status: geschützt (Naturdenkmal Erdfall (Doline))                                |
| 1788                 | Doline und Eiche S von Eschendorf                                                           | Doline             | Ingelfingen Gemarkung Weldingsfelden | 49° 19′ 9,1″ N, 9° 42′ 38,7″ O  |      | Geologische Einheit: Oberer Muschelkalk/ Unterer Keuper Status: geschützt (Naturdenkmal 1 Eiche und Doline)              |
| 1789                 | Doline mit Baumbestand im Gewann Lange Aue S von Eschendorf                                 | Doline             | Ingelfingen Gemarkung Weldingsfelden | 49° 19′ 4,9″ N, 9° 42′ 42,1″ O  |      | Geologische Einheit: Unterer Keuper Status: geschützt (Naturdenkmal Doline mit Baumbestand)                              |
| 1790                 | Kalktuff-Felsklotz WSW von Altkrautheim                                                     | Felsformation      | Krautheim Gemarkung Gommersdorf      | 49° 22′ 24,1″ N, 9° 37′ 44,1″ O |      | Geologische Einheit: Kalktuff Status: geschützt (Naturdenkmal Kalktuff-Felsklotz)                                        |
| 1791                 | Steilböschung am ehem. Jagstprallhang NE von Marlach, NW vom Bhf.                           | Aufschluss         | Krautheim Gemarkung Gommersdorf      | 49° 21′ 52,3″ N, 9° 35′ 54,2″ O |      | Geologische Einheit: Unterer Muschelkalk Status: mit geschützt (NSG Stein)                                               |
| 1792                 | NW Bahnhof Marlach                                                                          | Aufschluss         | Krautheim Gemarkung Gommersdorf      | 49° 21′ 47,1″ N, 9° 35′ 47,2″ O |      | Geologische Einheit: Unterer Muschelkalk Status: mit geschützt (NSG Stein)                                               |
| 1793                 | Wachsender Bach NE von Krautheim                                                            | Landschaftselement | Krautheim                            | 49° 23′ 29,8″ N, 9° 38′ 32,1″ O |      | Geologische Einheit: Sinter Status: geschützt (Naturdenkmal Quellgebiet mit Kalktuff-Ablagerung)                         |
| 1794                 | Doline/Erdfall am Hohlerberg NW von Neunstetten                                             | Doline             | Krautheim Gemarkung Neunstetten      | 49° 24′ 59″ N, 9° 35′ 54,5″ O   |      | Geologische Einheit: Muschelkalk Status: geschützt (Naturdenkmal Erdfall-Doline)                                         |
| 1795                 | Ortsanfang Unterginsbach bei der Hofeinfahrt des 1. Hofs                                    | Aufschluss         | Krautheim Gemarkung Unterginsbach    | 49° 22′ 10,4″ N, 9° 39′ 41,9″ O |      | Geologische Einheit: Unterer Muschelkalk Status: mit geschützt (NSG Pflanzenstandorte Brühl und Rautel)                  |
| 1796                 | Doline Immenloch NW von Amrichshausen                                                       | Doline             | Künzelsau Gemarkung Amrichshausen    | 49° 17′ 18,4″ N, 9° 44′ 18,6″ O |      | Geologische Einheit: Unterer Keuper Status: geschützt (Naturdenkmal Doline "Immenloch")                                  |
| 1797                 | Doline im Feuchtgebiet im Gewann Neugreut SSW vom Eschenhof                                 | Doline             | Künzelsau Gemarkung Belsenberg       | 49° 19′ 2″ N, 9° 42′ 35,7″ O    |      | Geologische Einheit: Unterer Keuper Status: geschützt (Naturdenkmal Doline (Feuchtgebiet))                               |
| 1798                 | Doline im Gewann Etzweide E von Gaisbach                                                    | Doline             | Künzelsau Gemarkung Gaisbach         | 49° 15′ 29,9″ N, 9° 41′ 57″ O   |      | Geologische Einheit: Unterer Keuper Status: geschützt (Naturdenkmal Auenwäldchen und Doline)                             |
| 1799                 | Doline "Sauloch" im Waldgebiet Gauger W von Kocherstetten                                   | Doline             | Künzelsau Gemarkung Gaisbach         | 49° 15′ 47,3″ N, 9° 44′ 43,4″ O |      | Geologische Einheit: Oberer Muschelkalk/ Unterer Keuper Status: geschützt (Naturdenkmal Doline "Sauloch")                |
| 1800                 | Doline (Hülbe) im Waldgebiet Rehbockrain E Waldzimmern                                      | Doline             | Künzelsau                            | 49° 16′ 15,6″ N, 9° 38′ 53,6″ O |      | Geologische Einheit: Oberer Muschelkalk/ Unterer Keuper Status: geschützt (Naturdenkmal Doline (Feuchtgebiet))           |
| 1801                 | Doline Schindloch im Gewann Taläcker W von Künzelsau                                        | Doline             | Künzelsau                            | 49° 16′ 41,6″ N, 9° 40′ 31,9″ O |      | Geologische Einheit: Unterer Keuper Status: geschützt (Naturdenkmal Doline "Schindloch")                                 |
| 1802                 | Doppeldoline im Häsleswald S der Hofratsmühle                                               | Doline             | Künzelsau                            | 49° 16′ 1,8″ N, 9° 42′ 23,7″ O  |      | Geologische Einheit: Oberer Muschelkalk/ Unterer Keuper Status: geschützt (Naturdenkmal Doppeldoline)                    |
| 1803                 | Kügelhofer Moortopf Hülbe im Gewann Seeholz E vom Kügelhof                                  | Doline             | Künzelsau Gemarkung Laßbach          | 49° 16′ 54″ N, 9° 46′ 17″ O     |      | Geologische Einheit: Unterer Keuper Status: geschützt (Naturdenkmal 1 wassergefüllte Doline "Kügelhofer Moortopf")       |
| 1804                 | Dolinenfeld bei Sonnhofen                                                                   | Dolinen            | Künzelsau Gemarkung Nitzenhausen     | 49° 17′ 13,6″ N, 9° 49′ 42,6″ O |      | Geologische Einheit: Unterer Keuper Status: geschützt (Naturdenkmal Feuchtgebiet mit 3 Dolinen sowie 1 Grabhügel)        |
| 1805                 | Pfaffenklinge 700 m NE von Goldbach                                                         | Klinge             | Kupferzell Gemarkung Westernach      | 49° 10′ 29,6″ N, 9° 39′ 50,8″ O |      | Geologische Einheit: Grenzbereich Gipskeuper Schilfsandstein Status: mit geschützt (NSG Rößlesmahdsee mit Pfaffenklinge) |
| 1806                 | Doline auf dem Galgenfeld SW von Berndshofen                                                | Doline             | Mulfingen Gemarkung Buchenbach       | 49° 18′ 11,1″ N, 9° 47′ 47,3″ O |      | Geologische Einheit: Oberer Muschelkalk/ Unterer Keuper Status: geschützt (Naturdenkmal Doline)                          |
| 1807                 | Doline SW von Eberbach                                                                      | Doline             | Mulfingen Gemarkung Buchenbach       | 49° 17′ 34,3″ N, 9° 49′ 0,9″ O  |      | Geologische Einheit: Unterer Keuper Status: geschützt (Naturdenkmal Doline)                                              |
| 1808                 | Doline Egelsee NE von Buchenbach                                                            | Doline             | Mulfingen Gemarkung Eberbach         | 49° 18′ 31″ N, 9° 49′ 2,9″ O    |      | Geologische Einheit: ? Status: geschützt (Naturdenkmal Doline zeitweise wassergefüllt)                                   |
| 1809                 | Dolinengruppe S von Simprechtshausen                                                        | Dolinen            | Mulfingen Gemarkung Eberbach         | 49° 18′ 39,3″ N, 9° 50′ 4,9″ O  |      | Geologische Einheit: Oberer Muschelkalk/ Unterer Keuper Status: geschützt (Naturdenkmal Dolinengruppe (4 Dolinen))       |
| 1810                 | Doline im Gewann Lichtung W von Brüchlingen                                                 | Doline             | Mulfingen Gemarkung Eberbach         | 49° 17′ 48,6″ N, 9° 50′ 25,3″ O |      | Geologische Einheit: Unterer Keuper Status: geschützt (Naturdenkmal Doline)                                              |
| 1811                 | Doline bei Heßlachshof                                                                      | Doline             | Mulfingen Gemarkung Jagstberg        | 49° 20′ 49,3″ N, 9° 46′ 22,6″ O |      | Geologische Einheit: Unterer Keuper Status: geschützt (Naturdenkmal Doline)                                              |
| 1812                 | Ottensee NE von Mulfingen                                                                   | Karstwanne         | Mulfingen                            | 49° 21′ 18,3″ N, 9° 49′ 7,1″ O  |      | Geologische Einheit: Oberer Muschelkalk Status: geschützt (Naturdenkmal Ottensee und Gebüschstreifen)                    |
| 1813                 | Zwei Dolinen mit Saubrunnen NE von Simprechtshausen                                         | Dolinen            | Mulfingen Gemarkung Simprechtshausen | 49° 20′ 18,3″ N, 9° 50′ 47,7″ O |      | Geologische Einheit: Oberer Muschelkalk/ Unterer Keuper Status: geschützt (Naturdenkmal 2 Dolinen)                       |
| 1814                 | Doline SE von Simprechtshausen                                                              | Doline             | Mulfingen Gemarkung Simprechtshausen | 49° 19′ 2,6″ N, 9° 50′ 49,8″ O  |      | Geologische Einheit: Unterer Keuper Status: geschützt (Naturdenkmal Doline)                                              |
| 1815                 | Doline im Waldgebiet Taubenhof SSE von Simprechtshausen                                     | Doline             | Mulfingen Gemarkung Simprechtshausen | 49° 18′ 39,8″ N, 9° 50′ 55,9″ O |      | Geologische Einheit: Unterer Keuper Status: geschützt (Naturdenkmal Doline)                                              |
| 1816                 | Doline Warmes Loch im Waldgebiet Kammerberg SE von Forchtenberg                             | Doline             | Niedernhall                          | 49° 16′ 36,6″ N, 9° 34′ 56,4″ O |      | Geologische Einheit: Oberer Muschelkalk Status: geschützt (Naturdenkmal Doline "Nebelloch" (Warmes Loch))                |
| 1817                 | Bergsturzgelände am Einberg N von Schuppach                                                 | Landschaftselement | Pfedelbach Gemarkung Untersteinbach  | 49° 7′ 6,9″ N, 9° 36′ 6,2″ O    |      | Geologische Einheit: Schilfsandstein Status: geschützt (Naturdenkmal Steilhang mit Landhegparzelle)                      |
| 1818                 | Drei Dolinen Dolinenfeld NW von Berlichingen                                                | Dolinen            | Schöntal Gemarkung Berlichingen      | 49° 20′ 26,4″ N, 9° 28′ 12,9″ O |      | Geologische Einheit: Oberer Muschelkalk Status: geschützt (Naturdenkmal 3 Dolinen)                                       |
| 1819                 | Eingangsbereich der Max-Eyth-Schule in Bieringen                                            | Aufschluss         | Schöntal Gemarkung Bieringen         | 49° 20′ 27,9″ N, 9° 31′ 11,3″ O |      | Geologische Einheit: Oberer Muschelkalk Status: geschützt (Naturdenkmal Austernriff)                                     |
| 1820                 | Prall der Jagst SE von Winzenhofen                                                          | Aufschluss         | Schöntal Gemarkung Westernhausen     | 49° 21′ 11,9″ N, 9° 34′ 37,4″ O |      | Geologische Einheit: Oberer Muschelkalk Status: mit geschützt (NSG Hohenberg - Setz)                                     |
| 1821                 | Rößlesmahdsee SE von Waldenburg                                                             | Landschaftselement | Waldenburg                           | 49° 10′ 21,6″ N, 9° 39′ 36,4″ O |      | Geologische Einheit: Mittlerer Keuper Status: mit geschützt (NSG Rößlesmahdsee mit Pfaffenklinge)                        |
| 1822                 | Doline beim Schindhölzle NNW von Crispenhofen                                               | Doline             | Weißbach Gemarkung Crispenhofen      | 49° 19′ 40,3″ N, 9° 35′ 1,6″ O  |      | Geologische Einheit: Oberer Muschelkalk Status: geschützt (Naturdenkmal Doline beim Schindhölzle)                        |
| 1823                 | Büchelesbrunnen                                                                             | Quelle             | Dörzbach                             | 49° 24′ 45″ N, 9° 42′ 29,5″ O   |      | Geologische Einheit: ? Status: geschützt (Naturdenkmal Büchelesbrunnen)                                                  |
| 1824                 | See- und Glöcklesbrunnenquelle                                                              | Quelle             | Künzelsau                            | 49° 18′ 13,3″ N, 9° 45′ 42,8″ O |      | Geologische Einheit: ? Status: geschützt (Naturdenkmal See- und Göckelesbrunnenquelle)                                   |
| 1825                 | Erhardsquelle                                                                               | Quelle             | Künzelsau                            | 49° 16′ 7,4″ N, 9° 41′ 44,6″ O  |      | Geologische Einheit: ? Status: geschützt (Naturdenkmal Erhardsquelle)                                                    |
| 1826                 | Hangquelle mit Gehölz                                                                       | Quelle             | Künzelsau                            | 49° 16′ 3,1″ N, 9° 44′ 38,8″ O  |      | Geologische Einheit: ? Status: geschützt (Naturdenkmal Hangquelle mit Gehölz)                                            |
| 1827                 | Zimmerbachquelle                                                                            | Quelle             | Krautheim                            | 49° 23′ 9,4″ N, 9° 36′ 48,5″ O  |      | Geologische Einheit: ? Status: geschützt (Naturdenkmal Zimmerbachquelle)                                                 |
| 1828                 | Quelle                                                                                      | Quelle             | Krautheim                            | 49° 22′ 14,7″ N, 9° 37′ 55,7″ O |      | Geologische Einheit: ? Status: geschützt (Naturdenkmal Argenquelle)                                                      |
| 1829                 | Quelltopf mit Bachbett                                                                      | Quelle             | Krautheim                            | 49° 24′ 18,5″ N, 9° 35′ 11,7″ O |      | Geologische Einheit: ? Status: geschützt (Naturdenkmal Quelltopf mit Bachbett (Mühlbrunnen))                             |
| 1830                 | 3 Quellen                                                                                   | Quellen            | Krautheim Gemarkung Horrenbach       | 49° 24′ 34,7″ N, 9° 39′ 34,5″ O |      | Geologische Einheit: ? Status: geschützt (Naturdenkmal 3 Quellen)                                                        |
| 1831                 | Quelle (20 x 12 m)                                                                          | Quelle             | Mulfingen                            | 49° 20′ 50,5″ N, 9° 49′ 24,5″ O |      | Geologische Einheit: ? Status: geschützt (Naturdenkmal Quelle (20 x 12 m))                                               |
| 1832                 | Feuchtgebiet - Doline                                                                       | Doline             | Niedernhall                          | 49° 17′ 7,1″ N, 9° 35′ 39,3″ O  |      | Geologische Einheit: ? Status: geschützt (Naturdenkmal Feuchtgebiet (Doline))                                            |
| 1833                 | Quelltopf                                                                                   | Quelle             | Schöntal                             | 49° 18′ 49,3″ N, 9° 29′ 58″ O   |      | Geologische Einheit: ? Status: geschützt (Naturdenkmal Quelltopf (Weihenbrunnen))                                        |
| 1834                 | Hohlweg "Rote Steige" bei Stöckig                                                           | Hohlweg            | Pfedelbach Gemarkung Windischenbach  | 49° 9′ 58,4″ N, 9° 28′ 15,9″ O  |      | Geologische Einheit: Bunte Mergel                                                                                        |
| 1835                 | Mergelgrube 900 m S von Stöckig bei Adolzfurt                                               | Aufschluss         | Bretzfeld Gemarkung Adolzfurt        | 49° 9′ 41,2″ N, 9° 28′ 13,2″ O  |      | Geologische Einheit: Bunte Mergel                                                                                        |
| 1836                 | Steinbruch N von Bitzfeld                                                                   | Aufschluss         | Bretzfeld Gemarkung Bitzfeld         | 49° 11′ 56″ N, 9° 26′ 22,9″ O   |      | Geologische Einheit: Oberer Muschelkalk                                                                                  |
| 1837                 | Steinbruch in Weißlensburg                                                                  | Aufschluss         | Bretzfeld Gemarkung Bitzfeld         | 49° 11′ 57″ N, 9° 26′ 16,9″ O   |      | Geologische Einheit: Oberer Muschelkalk                                                                                  |
| 1838                 | Mergelgrube und Böschung unterh. der Hütte im SW des Lindelbergs                            | Aufschluss         | Bretzfeld                            | 49° 10′ 37,4″ N, 9° 27′ 26,4″ O |      | Geologische Einheit: Gipskeuper Schilfsandstein                                                                          |
| 1839                 | Aufg. Steinbruch S von Gleichen am SW-Ende der "Hohen Ebene"                                | Aufschluss         | Bretzfeld Gemarkung Geddelsbach      | 49° 7′ 24,7″ N, 9° 31′ 39,1″ O  |      | Geologische Einheit: Stubensandstein                                                                                     |
| 1840                 | Hohlweg Weinsteige NE von Unterheimbach                                                     | Hohlweg            | Bretzfeld Gemarkung Unterheimbach    | 49° 8′ 34,9″ N, 9° 27′ 56,3″ O  |      | Geologische Einheit: Gipskeuper Schilfsandstein                                                                          |
| 1841                 | Böschung am Brestenberg E von Unterheimbach                                                 | Aufschluss         | Bretzfeld Gemarkung Unterheimbach    | 49° 8′ 28,3″ N, 9° 28′ 28,3″ O  |      | Geologische Einheit: Bunte Mergel                                                                                        |
| 1842                 | Mergelgrube N unterh. der Burgruine Heimberg                                                | Aufschluss         | Bretzfeld Gemarkung Unterheimbach    | 49° 8′ 25,4″ N, 9° 27′ 21,7″ O  |      | Geologische Einheit: Bunte Mergel                                                                                        |
| 1843                 | Weinbergsaufschluss 1500 m SE von Unterheimbach am Waldrand                                 | Aufschluss         | Bretzfeld Gemarkung Unterheimbach    | 49° 8′ 12,1″ N, 9° 28′ 46,7″ O  |      | Geologische Einheit: Bunte Mergel                                                                                        |
| 1844                 | Mergelgrube W von Waldbach                                                                  | Aufschluss         | Bretzfeld Gemarkung Waldbach         | 49° 9′ 36,8″ N, 9° 23′ 25,9″ O  |      | Geologische Einheit: Gipskeuper                                                                                          |
| 1845                 | Weinbergsböschung am Altenberg WNW von Dörzbach                                             | Aufschluss         | Dörzbach                             | 49° 23′ 21,7″ N, 9° 41′ 29″ O   |      | Geologische Einheit: Unterer Muschelkalk                                                                                 |
| 1846                 | Weinbergsaufschlüsse am S-Rand des Altenbergs NW von Dörzbach                               | Aufschluss         | Dörzbach                             | 49° 23′ 18,9″ N, 9° 41′ 55,2″ O |      | Geologische Einheit: Unterer Muschelkalk                                                                                 |
| 1847                 | Ehem. Jagstprallhang ca. 800 m W der Ortsmitte von Dörzbach                                 | Aufschluss         | Dörzbach                             | 49° 22′ 56,6″ N, 9° 41′ 50″ O   |      | Geologische Einheit: Schotter Würm-Kaltzeit                                                                              |
| 1848                 | Steinbruch und Schotterwerk NE von Laibach                                                  | Aufschluss         | Dörzbach Gemarkung Laibach           | 49° 24′ 17,6″ N, 9° 41′ 51,1″ O |      | Geologische Einheit: Unterer Muschelkalk                                                                                 |
| 1849                 | Versickerungsstellen des Meßbachs ca. 700 m W von Meßbach                                   | Landschaftselement | Dörzbach Gemarkung Meßbach           | 49° 22′ 35,1″ N, 9° 41′ 19,9″ O |      | Geologische Einheit: ?                                                                                                   |
| 1850                 | Aufg. Steinbruch am Galgenberg 1000 m S von Forchtenberg an der Straße nach Öhringen        | Aufschluss         | Forchtenberg                         | 49° 16′ 51,9″ N, 9° 33′ 39,9″ O |      | Geologische Einheit: Oberer Muschelkalk                                                                                  |
| 1851                 | Aufg. Steinbrüche an der Steige von Sindringen zum Pfitzhof                                 | Aufschluss         | Forchtenberg Gemarkung Sindringen    | 49° 17′ 16,4″ N, 9° 28′ 5,7″ O  |      | Geologische Einheit: Oberer Muschelkalk                                                                                  |
| 1852                 | Straßenaufschluss an der Straße Criesbach-Crispenhofen NW Criesbach                         | Aufschluss         | Ingelfingen Gemarkung Criesbach      | 49° 18′ 31,7″ N, 9° 37′ 40,2″ O |      | Geologische Einheit: Grenzbereich Unterer Muschelkalk / Mittlerer Muschelkalk                                            |
| 1853                 | Böschungsaufschluss hinter dem Friedhof/Bauhof am westl. Ortsausgang von Ingelfingen        | Aufschluss         | Ingelfingen                          | 49° 18′ 9″ N, 9° 38′ 42,7″ O    |      | Geologische Einheit: Oberer Buntsandstein                                                                                |
| 1854                 | Böschungsaufschluss hinter der Lagerhalle der ehem. Nährmittelwerke W von Ingelfingen       | Aufschluss         | Ingelfingen                          | 49° 18′ 7,6″ N, 9° 39′ 0,5″ O   |      | Geologische Einheit: Grenzbereich Oberer Buntsandstein / Unterer Muschelkalk                                             |
| 1855                 | Prallhang des Kochers (Kocherkleeb) SE von Ingelfingen                                      | Aufschluss         | Ingelfingen                          | 49° 17′ 30,4″ N, 9° 39′ 51,5″ O |      | Geologische Einheit: Unterer Muschelkalk                                                                                 |
| 1856                 | Prallhang der Jagst SE von Krautheim                                                        | Aufschluss         | Krautheim Gemarkung Altkrautheim     | 49° 22′ 59,4″ N, 9° 38′ 39,1″ O |      | Geologische Einheit: Grenzbereich Oberer Buntsandstein / Unterer Muschelkalk                                             |
| 1857                 | Aufschluss am Ortsausgang von Altkrautheim nach Unterginsbach                               | Aufschluss         | Krautheim Gemarkung Altkrautheim     | 49° 22′ 40″ N, 9° 38′ 33,9″ O   |      | Geologische Einheit: Unterer Muschelkalk                                                                                 |
| 1858                 | Aufschluss an der Straßenkehre der Straße Krautheim-Eberstal am Waldrand                    | Aufschluss         | Krautheim Gemarkung Altkrautheim     | 49° 22′ 13,7″ N, 9° 38′ 18,4″ O |      | Geologische Einheit: Oberer Muschelkalk                                                                                  |
| 1859                 | Straßenböschung im Wohngebiet Im Dännerle am westl. Ortsende von Oberginsbach               | Aufschluss         | Krautheim Gemarkung Unterginsbach    | 49° 22′ 13,7″ N, 9° 39′ 30,6″ O |      | Geologische Einheit: Unterer Muschelkalk                                                                                 |
| 1860                 | Aufschluss S der Ziegelhütte S von Unterginsbach                                            | Aufschluss         | Krautheim Gemarkung Unterginsbach    | 49° 21′ 38,1″ N, 9° 39′ 30,1″ O |      | Geologische Einheit: Unterer Muschelkalk                                                                                 |
| 1861                 | Prallhang des Deutbachs (Deutbach-Kleeb) SW von Belsenberg                                  | Aufschluss         | Künzelsau Gemarkung Belsenberg       | 49° 18′ 4,1″ N, 9° 40′ 41,5″ O  |      | Geologische Einheit: Unterer Muschelkalk                                                                                 |
| 1862                 | Böschung am Ortseingang von Belsenberg                                                      | Aufschluss         | Künzelsau Gemarkung Belsenberg       | 49° 18′ 12,4″ N, 9° 40′ 56,4″ O |      | Geologische Einheit: Unterer Muschelkalk                                                                                 |
| 1863                 | Felsböschung an der Straße Kocherstetten-Künzelsau ca. 300 m WNW von Kocherstetten          | Aufschluss         | Künzelsau Gemarkung Kocherstetten    | 49° 15′ 59,3″ N, 9° 45′ 23,2″ O |      | Geologische Einheit: Unterer Muschelkalk                                                                                 |
| 1864                 | Hohlweg von Kocherstetten zum Vorderen Schlossberg ca. 100 m E der Kirche von Kocherstetten | Hohlweg            | Künzelsau Gemarkung Kocherstetten    | 49° 15′ 57,9″ N, 9° 45′ 47,9″ O |      | Geologische Einheit: Grenzbereich Unterer Muschelkalk / Mittlerer Muschelkalk                                            |
| 1865                 | Felsböschung an der B 19 ca. 250 m WNW der Kocherbrücke in Künzelsau                        | Aufschluss         | Künzelsau                            | 49° 16′ 57,5″ N, 9° 41′ 22,6″ O |      | Geologische Einheit: Kalktuff                                                                                            |
| 1866                 | Felsböschung oberhalb der Amrichshauser Steige                                              | Aufschluss         | Künzelsau                            | 49° 16′ 45,5″ N, 9° 43′ 18,7″ O |      | Geologische Einheit: Unterer Muschelkalk / Oberer Muschelkalk                                                            |
| 1867                 | Prallhang des Kochers NW von Künzelsau                                                      | Aufschluss         | Künzelsau                            | 49° 17′ 2,6″ N, 9° 40′ 40,6″ O  |      | Geologische Einheit: Unterer Muschelkalk                                                                                 |
| 1868                 | Doline im Waldgebiet Löhlein NE von Garnberg                                                | Doline             | Künzelsau                            | 49° 17′ 20,6″ N, 9° 42′ 55″ O   |      | Geologische Einheit: Oberer Muschelkalk/ Unterer Keuper Status: geschützt (Naturdenkmal Doline, zeitweise wassergefüllt) |
| 1869                 | Aufg. Tongrube ca. 900 m E von Garnberg                                                     | Aufschluss         | Künzelsau                            | 49° 17′ 9,9″ N, 9° 42′ 54,3″ O  |      | Geologische Einheit: Unterer Keuper                                                                                      |
| 1870                 | Aufg. Steinbruch E von Künzelsau-Garnberg                                                   | Aufschluss         | Künzelsau                            | 49° 16′ 53,8″ N, 9° 42′ 41,7″ O |      | Geologische Einheit: Oberer Muschelkalk                                                                                  |
| 1871                 | Böschungsaufschluss im Gewann Vogelherd oberhalb von Morsbach WSW von Amrichshausen         | Aufschluss         | Künzelsau Gemarkung Morsbach         | 49° 16′ 46,9″ N, 9° 43′ 50,9″ O |      | Geologische Einheit: Oberer Muschelkalk                                                                                  |
| 1872                 | Steinbruch/Schotterwerk Trender ca. 1000 m NE von Nitzenhausen                              | Aufschluss         | Künzelsau Gemarkung Nitzenhausen     | 49° 17′ 32″ N, 9° 48′ 28,7″ O   |      | Geologische Einheit: Oberer Muschelkalk                                                                                  |
| 1873                 | Steinbruch/Schotterwerk Firma Kleinknecht 200 m S von Rüblingen                             | Aufschluss         | Kupferzell Gemarkung Feßbach         | 49° 13′ 37,1″ N, 9° 44′ 49,9″ O |      | Geologische Einheit: Oberer Muschelkalk                                                                                  |
| 1874                 | Böschung N von Heimhausen an der Straße nach Mulfingen                                      | Felsformation      | Mulfingen Gemarkung Buchenbach       | 49° 19′ 13,9″ N, 9° 48′ 27,9″ O |      | Geologische Einheit: Unterer Muschelkalk                                                                                 |
| 1875                 | Böschung entlang der Straße Buchmühle-Zaisenhausen                                          | Aufschluss         | Mulfingen                            | 49° 21′ 39,5″ N, 9° 48′ 40,2″ O |      | Geologische Einheit: Oberer Muschelkalk                                                                                  |
| 1876                 | Jagstkleeb ca. 1500 m SSE der Ortsmitte von Mulfingen                                       | Aufschluss         | Mulfingen                            | 49° 19′ 39,9″ N, 9° 48′ 18,4″ O |      | Geologische Einheit: Unterer Muschelkalk                                                                                 |
| 1877                 | Aufg. Tongrube ca. 1300 m ONO der Ortsmitte von Eschelbach                                  | Aufschluss         | Neuenstein Gemarkung Eschelbach      | 49° 11′ 38,6″ N, 9° 36′ 39,1″ O |      | Geologische Einheit: Gipskeuper                                                                                          |
| 1878                 | Aufg. Steinbruch 400 m ENE vom Eichhof                                                      | Aufschluss         | Neuenstein Gemarkung Grünbühl        | 49° 12′ 19,3″ N, 9° 35′ 55,2″ O |      | Geologische Einheit: Unterer Keuper                                                                                      |
| 1879                 | Aufg. Steinbruch ESE von Eckartsweiler                                                      | Aufschluss         | Neuenstein                           | 49° 12′ 5,3″ N, 9° 33′ 4,1″ O   |      | Geologische Einheit: Unterer Keuper                                                                                      |
| 1880                 | Steinbruch SW von Neuenstein im Ortsbereich                                                 | Aufschluss         | Neuenstein                           | 49° 12′ 6,8″ N, 9° 34′ 33,5″ O  |      | Geologische Einheit: Unterer Keuper                                                                                      |
| 1881                 | Steinbruch S des Schlosses von Neuenstein                                                   | Aufschluss         | Neuenstein                           | 49° 12′ 13,2″ N, 9° 34′ 45,9″ O |      | Geologische Einheit: Unterer Keuper                                                                                      |
| 1882                 | Böschungsaufschluss E von Michelbach                                                        | Aufschluss         | Neuenstein Gemarkung Obersöllbach    | 49° 10′ 39,4″ N, 9° 34′ 37,4″ O |      | Geologische Einheit: Gipskeuper                                                                                          |
| 1883                 | Seitenklinge des Kochers N von Niedernhall über den Weinbergen                              | Klinge             | Niedernhall                          | 49° 18′ 22,2″ N, 9° 36′ 55″ O   |      | Geologische Einheit: Oberer Muschelkalk                                                                                  |
| 1884                 | Dolinenkette im Waldgebiet Bächberg ESE von Forchtenberg                                    | Dolinen            | Niedernhall                          | 49° 17′ 2,9″ N, 9° 34′ 54,3″ O  |      | Geologische Einheit: Unterer Keuper                                                                                      |
| 1885                 | Straßenböschung in Niedernhall an der Straße nach Giebelheide                               | Aufschluss         | Niedernhall                          | 49° 17′ 29,6″ N, 9° 37′ 18,1″ O |      | Geologische Einheit: Unterer Muschelkalk Mittlerer Muschelkalk                                                           |
| 1886                 | Steinbruch NW von Baumerlenbach an der Straße nach Möglingen                                | Aufschluss         | Öhringen Gemarkung Baumerlenbach     | 49° 14′ 29,8″ N, 9° 26′ 3,5″ O  |      | Geologische Einheit: Oberer Muschelkalk                                                                                  |
| 1887                 | Steinbruch und Schotterwerk Kleinknecht WNW von Unterohrn an der Straße nach Ohrnberg       | Aufschluss         | Öhringen Gemarkung Schwöllbronn      | 49° 12′ 47,4″ N, 9° 27′ 56,2″ O |      | Geologische Einheit: Oberer Muschelkalk                                                                                  |
| 1888                 | Böschungsaufschluss (Mergelgrube) am südwestl. Goldberg SE von Verrenberg                   | Aufschluss         | Öhringen Gemarkung Verrenberg        | 49° 10′ 58,3″ N, 9° 28′ 10″ O   |      | Geologische Einheit: Gipskeuper                                                                                          |
| 1889                 | Bergrutsch N von Untersteinbach                                                             | Landschaftselement | Pfedelbach Gemarkung Harsberg        | 49° 9′ 10,5″ N, 9° 33′ 56,9″ O  |      | Geologische Einheit: Schilfsandstein                                                                                     |
| 1890                 | Einschnitt der Straße Buchhorn-Stöckig 800 m W von Buchhorn                                 | Aufschluss         | Pfedelbach                           | 49° 9′ 18,3″ N, 9° 29′ 10,3″ O  |      | Geologische Einheit: Bunte Mergel                                                                                        |
| 1891                 | Wirtschaftsweg E vom Herbenberg                                                             | Aufschluss         | Pfedelbach Gemarkung Untersteinbach  | 49° 8′ 56,5″ N, 9° 34′ 14″ O    |      | Geologische Einheit: Gipskeuper                                                                                          |
| 1892                 | Aufgelassener Steinbruch am N-Hang des Lindelbergs E von Bretzfeld                          | Aufschluss         | Pfedelbach Gemarkung Windischbach    | 49° 10′ 43,4″ N, 9° 27′ 55″ O   |      | Geologische Einheit: Schilfsandstein                                                                                     |
| 1893                 | Aufgelassener Steinbruch N von Berlichingen an der Straße nach Schöntal                     | Aufschluss         | Schöntal Gemarkung Berlichingen      | 49° 19′ 54,6″ N, 9° 29′ 31,9″ O |      | Geologische Einheit: Oberer Muschelkalk                                                                                  |
| 1894                 | Steinbruch S von Berlichingen                                                               | Aufschluss         | Schöntal Gemarkung Berlichingen      | 49° 19′ 4,2″ N, 9° 29′ 23,9″ O  |      | Geologische Einheit: Oberer Muschelkalk                                                                                  |
| 1895                 | Aufg. Sandgrube SW von Bieringen                                                            | Aufschluss         | Schöntal                             | 49° 20′ 20,1″ N, 9° 31′ 0,3″ O  |      | Geologische Einheit: Pleistozäne Kies- und Sandablagerungen der Jagst                                                    |
| 1896                 | Straßenaufschluss zwischen Westernhausen und Winzenhofen                                    | Aufschluss         | Schöntal Gemarkung Westernhausen     | 49° 19′ 54,6″ N, 9° 29′ 31,9″ O |      | Geologische Einheit: Mittlerer Muschelkalk                                                                               |
| 1897                 | Kirche von Winzenhofen                                                                      | Landschaftselement | Schöntal Gemarkung Winzenhofen       | 49° 21′ 23,7″ N, 9° 34′ 9,3″ O  |      | Geologische Einheit: Süßwasserkalk                                                                                       |
| 1898                 | Aufschluss im Gewann Hohbuch ESE vom Bahnhof Waldenburg                                     | Aufschluss         | Waldenburg                           | 49° 12′ 0,5″ N, 9° 39′ 58,5″ O  |      | Geologische Einheit: Gipskeuper                                                                                          |
| 1899                 | Böschungsaufschluss an der Straße nach Goldbach SW von Beltersrot                           | Aufschluss         | Waldenburg                           | 49° 10′ 23,1″ N, 9° 39′ 51,7″ O |      | Geologische Einheit: Schilfsandstein                                                                                     |
| 1900                 | Böschungsaufschluss an der Straße Winterrain-Gnadental S von Winterrain                     | Aufschluss         | Waldenburg                           | 49° 8′ 30,1″ N, 9° 39′ 2,4″ O   |      | Geologische Einheit: Schilfsandstein                                                                                     |
| 1901                 | Sandgrube 600 m NNW von Trommelhardt sowie unmittelbar S des Orts                           | Aufschluss         | Waldenburg                           | 49° 9′ 52,9″ N, 9° 38′ 9,1″ O   |      | Geologische Einheit: Bunte Mergel                                                                                        |
| 1902                 | Schloss Waldenburg                                                                          | Landschaftselement | Waldenburg                           | 49° 11′ 26,7″ N, 9° 38′ 35″ O   |      | Geologische Einheit: ?                                                                                                   |
| 1903                 | Sandgrube SW von Trommelhardt                                                               | Aufschluss         | Waldenburg                           | 49° 9′ 35,1″ N, 9° 38′ 8,9″ O   |      | Geologische Einheit: Bunte Mergel                                                                                        |
| 1904                 | Böschungsaufschlüsse W von Crispenhofen                                                     | Aufschluss         | Weißbach Gemarkung Crispenhofen      | 49° 18′ 56,2″ N, 9° 35′ 46,6″ O |      | Geologische Einheit: Unterer Muschelkalk                                                                                 |
| 1905                 | Dolinengruppe WSW von Sindringen                                                            | Dolinen            | Zweiflingen                          | 49° 16′ 32,5″ N, 9° 27′ 35,6″ O |      | Geologische Einheit: Unterer Keuper                                                                                      |